# Jeff Hornacek
Jeffrey John Hornacek (Elmhurst, Illinois, 3 de maio de 1963) é um ex-jogador de basquetebol norte-americano, tendo jogado na NBA de 1986 a 2000. Ele jogava de ala-armador e cursou a faculdade de Iowa State de 1982 á 1986 quando decidiu ir para a NBA.
Como treinador ele trabalhou no Utah Jazz, Phoenix Suns e New York Knicks.

## Faculdade
Hornacek estudou na Universidade Estadual de Iowa (ISU) de 1982 a 1986. Filho de um treinador de basquete colegial, ele se tornou um dos melhores jogadores da Big Eight Conference. Como Armador, ele guiou os Cyclones para o Sweet Sixteen do Torneio da NCAA de 1986.
Seu momento brilhante veio no Metrodome em Minneapolis quando Hornacek acertou o arremesso vencedor do jogo para dar a universidade seu primeiro torneio da NCAA desde 1944, batendo a Universidade de Miami por 81-79. Dois dias depois, ele levou os Cyclones para o Sweet Sixteen do Torneio da NCAA depois de uma vitória por 72-69 sobre Michigan.
Hornacek deixou ISU com um recorde de 665 assistências e 1.313 pontos na carreira. Ele foi o quarto jogador na história da Universidade Estadual de Iowa a ter seu número aposentado quando sua camisa nº 14 foi pendurada nas vigas do Hilton Coliseum em 1991.

## Carreira na NBA

### Phoenix Suns

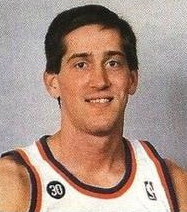
Hornacek em 1987

Ele foi a 22ª escolha na segunda rodada (46° escolha geral) do Draft de 1986, pelo Phoenix Suns.
Os Suns foram mal nas duas primeiras temporadas de Hornacek, mas depois de contratar Cotton Fitzsimmons como técnico e adquirir o agente livre Tom Chambers, os Suns passou de 28 vitórias em 1987-88 para 55 em 1988-89. 
Hornacek era a "terceira opção" no ataque depois de Chambers e Kevin Johnson. Este trio levou o Suns a quatro aparições nos playoff, incluindo duas finais da Conferência Oeste.

### Philadelphia 76ers
Depois de sua sexta e mais produtiva temporada em 1991-92, na qual liderou os Suns na média de pontuação (20,1 pontos por jogo) e foi selecionado para o All-Star, Hornacek foi negociado (junto com Andrew Lang e Tim Perry) ao Philadelphia 76ers por Charles Barkley. 
Embora ele tivesse 6,9 assistências por jogo em sua única temporada completa com os Sixers (1992-93), sua tarefa como armador não foi um sucesso (26 vitórias, 56 derrotas). No meio da temporada de 1993-94 (24 de fevereiro) ele foi negociado para o Utah Jazz (por Jeff Malone), onde ele poderia retornar à sua posição de ala-armador ao lado de John Stockton.

### Utah Jazz
Como em Phoenix, Hornacek era uma "terceira opção" complementar para Karl Malone e Stockton. Ele também foi um dos melhores no ataque da NBA em movimento sem a bola, algo essencial para um Ala-Armador. Ele foi uma parte importante dos Jazz que chegou as Finais da NBA em 1997 e 1998, onde eles perderam para o Chicago Bulls em ambas as vezes.
Após a temporada de 1999-2000, Hornacek se aposentou do basquete para passar mais tempo com sua família. A camisa nº 14 de Hornacek foi aposentada pelo Utah Jazz. O treinador Jerry Sloan e o locutor de Jazz "Hot Rod" Hundley se referiram a Hornacek carinhosamente como "Horny".

## Carreira como treinador
Na Temporada de 2007–08, ele foi contratado como assistente técnico especial pelo Jazz para ajudar Andrei Kirilenko. Ele adiou a busca por uma posição de treinador até que seus filhos fossem mais velhos, para que as viagens não exercessem pressão excessiva sobre sua família. Após a saída de Jerry Sloan e Phil Johnson, em fevereiro de 2011, Jeff Hornacek tornou-se um assistente técnico completo do Utah Jazz.
Em 28 de maio de 2013, ele foi nomeado como treinador principal do Phoenix Suns. Hornacek afirmou que seu estilo é uma mistura de Cotton Fitzsimmons e Sloan. Ele teve um recorde de 5–2 na pré-temporada e começou a temporada de 2013-14 com uma vitória por 104–91 sobre o Portland Trail Blazers e uma vitória por 87–84 sobre o Utah Jazz, ambas em casa. Hornacek também se tornou o primeiro treinador da equipe a começar com um recorde de 4-0 em casa.
Ele ganhou o prêmio de Treinador do Mês em dezembro de 2013, sua primeira honra como treinador, depois de liderar os Suns para um recorde de 10-3 durante o mês. Hornacek se tornou o terceiro ex-jogador da NBA a ganhar os prêmios de Jogador do Mês e Treinador do Mês (depois de Larry Bird e Larry Drew) e o primeiro a receber os dois prêmios com o mesmo time. 
Na temporada, os Suns melhoraram em 23 vitórias sobre o recorde da temporada anterior, o que levou a um recorde de 48-34. Apesar da melhora, os Suns ainda não conseguiram se classificar para os playoffs e Hornacek foi o vice-campeão do NBA Coach of the Year Award, perdendo para o tricampeão Gregg Popovich.
Em 01 de fevereiro de 2016, Hornacek foi demitido do Phoenix Suns após duas temporadas e meia no cargo.
Em 2 de junho de 2016, o New York Knicks anunciou oficialmente Hornacek como seu novo treinador. Sua primeira temporada em Nova York teve um começo bastante promissor, ao ponto de a equipe ter um recorde de 16-13 no início. No entanto, o descontentamento em torno dos Knicks e de alguns de seus jogadores resultou em um recorde de 31-51 no final da temporada. Em 12 de abril de 2018, os Knicks demitiram Hornacek depois de uma temporada com um recorde de 29-53.

## Estatísticas

### Como jogador

#### Temporada regular
| Ano      | TIme         | PJ    | MPJ  | AP   | 3P   | LL   | RT  | AS  | BR  | TO | PPJ  |
| -------- | ------------ | ----- | ---- | ---- | ---- | ---- | --- | --- | --- | -- | ---- |
| 1986–87  | Phoenix      | 80    | 19.5 | .454 | .279 | .777 | 2.3 | 4.5 | .9  | .1 | 5.3  |
| 1987–88  | Phoenix      | 82    | 27.4 | .506 | .293 | .822 | 3.2 | 6.6 | 1.3 | .1 | 9.5  |
| 1988–89  | Phoenix      | 78    | 31.9 | .495 | .333 | .826 | 3.4 | 6.0 | 1.7 | .1 | 13.5 |
| 1989–90  | Phoenix      | 67    | 34.0 | .536 | .408 | .856 | 4.7 | 5.0 | 1.7 | .2 | 17.6 |
| 1990–91  | Phoenix      | 80    | 34.2 | .518 | .418 | .897 | 4.0 | 5.1 | 1.4 | .2 | 16.9 |
| 1991–92  | Phoenix      | 81    | 38.0 | .512 | .439 | .886 | 5.0 | 5.1 | 2.0 | .4 | 20.1 |
| 1992–93  | Philadelphia | 79    | 36.2 | .470 | .390 | .865 | 4.3 | 6.9 | 1.7 | .3 | 19.1 |
| 1993–94  | Philadelphia | 53    | 37.6 | .455 | .313 | .873 | 4.0 | 5.9 | 1.8 | .2 | 16.6 |
| 1993–94  | Utah         | 27    | 30.6 | .509 | .429 | .891 | 2.5 | 3.9 | 1.2 | .1 | 14.6 |
| 1994–95  | Utah         | 81    | 33.3 | .514 | .406 | .882 | 2.6 | 4.3 | 1.6 | .2 | 16.5 |
| 1995–96  | Utah         | 82    | 31.6 | .502 | .466 | .893 | 2.5 | 4.1 | 1.3 | .2 | 15.2 |
| 1996–97  | Utah         | 82    | 31.6 | .482 | .369 | .899 | 2.9 | 4.4 | 1.5 | .3 | 14.5 |
| 1997–98  | Utah         | 80    | 30.8 | .482 | .441 | .885 | 3.4 | 4.4 | 1.4 | .2 | 14.2 |
| 1998–99  | Utah         | 48    | 29.9 | .477 | .420 | .893 | 3.3 | 4.0 | 1.1 | .3 | 12.2 |
| 1999–00  | Utah         | 77    | 27.7 | .492 | .478 | .950 | 2.4 | 2.6 | .9  | .2 | 12.4 |
| All-Star | All-Star     | 1     | 24.0 | .714 | .500 | –    | 2.0 | 3.0 | 1.0 | .0 | 11.0 |
| Carreira | Carreira     | 1,077 | 31.5 | .496 | .403 | .877 | 3.4 | 4.9 | 1.4 | .2 | 14.5 |

#### Playoffs
| Ano      | Time     | PJ  | MPJ  | AP   | 3P   | LL   | RT  | AS  | BR  | TO | PPJ  |
| -------- | -------- | --- | ---- | ---- | ---- | ---- | --- | --- | --- | -- | ---- |
| 1989     | Phoenix  | 12  | 31.2 | .497 | .000 | .840 | 5.8 | 5.2 | 1.3 | .3 | 14.1 |
| 1990     | Phoenix  | 16  | 36.4 | .511 | .250 | .932 | 3.9 | 4.6 | 1.5 | .0 | 18.6 |
| 1991     | Phoenix  | 4   | 36.3 | .431 | .500 | .929 | 6.3 | 2.0 | .8  | .5 | 18.3 |
| 1992     | Phoenix  | 8   | 42.9 | .484 | .471 | .912 | 6.4 | 5.3 | 1.8 | .3 | 20.4 |
| 1994     | Utah     | 16  | 34.9 | .475 | .441 | .912 | 2.4 | 4.0 | 1.5 | .4 | 15.4 |
| 1995     | Utah     | 5   | 35.6 | .510 | .538 | .786 | 1.2 | 4.0 | 1.6 | .2 | 14.0 |
| 1996     | Utah     | 18  | 35.8 | .502 | .586 | .890 | 3.6 | 3.3 | 1.1 | .2 | 17.5 |
| 1997     | Utah     | 20  | 35.2 | .433 | .358 | .876 | 4.5 | 3.7 | 1.1 | .2 | 14.6 |
| 1998     | Utah     | 20  | 31.8 | .416 | .467 | .846 | 2.5 | 3.2 | 1.0 | .2 | 10.9 |
| 1999     | Utah     | 11  | 27.6 | .462 | .389 | .879 | 3.7 | 2.4 | 1.0 | .0 | 12.2 |
| 2000     | Utah     | 10  | 29.7 | .422 | .409 | .833 | 3.0 | 3.3 | 1.0 | .0 | 11.5 |
| Carreira | Carreira | 140 | 34.0 | .470 | .433 | .886 | 3.8 | 3.8 | 1.2 | .2 | 14.9 |

### Como treinador
|          |          |     |     |     |      |                            | Playoffs | Playoffs | Playoffs | Playoffs |                          |
| Time     | Ano      | J   | V   | D   | %    | Classificação              | J        | V        | D        | %        | Resultado                |
| -------- | -------- | --- | --- | --- | ---- | -------------------------- | -------- | -------- | -------- | -------- | ------------------------ |
| Phoenix  | 2013–14  | 82  | 48  | 34  | .585 | 3° na Divisão do Pacifico  | —        | —        | —        | —        | Não foi para os playoffs |
| Phoenix  | 2014–15  | 82  | 39  | 43  | .476 | 3° na Divisão do Pacifico  | —        | —        | —        | —        | Não foi para os playoffs |
| Phoenix  | 2015–16  | 49  | 14  | 35  | .286 | (Demitido)                 | —        | —        | —        | —        | —                        |
| New York | 2016–17  | 82  | 31  | 51  | .378 | 3° na Divisão do Atlântico | —        | —        | —        | —        | Não foi para os playoffs |
| New York | 2017–18  | 82  | 29  | 53  | .354 | 4° na Divisão do Atlântico | —        | —        | —        | —        | Não foi para os playoffs |
| Carreira | Carreira | 277 | 161 | 216 | .427 |                            | —        | —        | —        | —        |                          |

## Vida pessoal
Hornacek é descendente de tchecos. Ele é o cunhado do treinador esportivo, Aaron Nelson. Quando Joe Proski era o treinador dos Suns, Hornacek recomendou Nelson como assistente para ele. Nelson seria seu assistente em 1993 antes de ser treinador em 2000. 
O pai de Hornacek, John, era um treinador de basquete e beisebol na St. Joseph High School em Westchester, Illinois. Hornacek considera seu pai, ao lado de Cotton Fitzsimmons e Jerry Sloan, como uma influência para sua carreira de treinador. 
Hornacek tem três filhos: Ryan, Tyler e Abby. Abby tornou-se um apresentador digital da rede 120 Sports em 2016 e ingressou na Fox Nation em 2019.

Hornacek é representado por Steve A. Kauffman e Spencer Breecker do Kauffman Sports Management Group.